# Marjorie Vincent
Marjorie Judith Vincent, née le 21 novembre 1964 à Oak Park (Illinois), est une journaliste à la télévision américaine. Elle est couronnée Miss Illinois (en) 1990, puis Miss America 1991. Elle est diplômée de l'université DePaul.

### Source de la traduction
- (en) Cet article est partiellement ou en totalité issu de l’article de Wikipédia en anglais intitulé « Marjorie Vincent » (voir la liste des auteurs).